# Мерперт, Николай Яковлевич
Никола́й Я́ковлевич Ме́рперт (26 ноября 1922, Москва — 29 января 2012, Бронницы, Московская область) — советский и российский археолог, исследователь памятников археологии Балкан, Кавказа, Ближнего Востока и степной полосы Евразии в эпоху бронзы и раннего средневековья. Доктор исторических наук, профессор, главный научный сотрудник и руководитель Группы зарубежной археологии Института археологии РАН, член-корреспондент Германского археологического института, почётный член Института фракологии БАН, лауреат Государственной премии Российской Федерации в области науки и техники, заслуженный деятель науки Российской Федерации, член редколлегии периодических изданий «Советская/Российская археология», «Вестник древней истории» и английского журнала «Antiquity».

## Биография

### Детство и юность
Николай Яковлевич Мерперт родился 26 ноября 1922 года в Москве в семье служащих. Отец, Яков Иванович Мерперт, был инженером-экономистом и работал в различных правительственных организациях, мать, Мелитина Михайловна Мерперт, являлась медицинским работником. Археологией и древней историей заинтересовался ещё в школьные годы, в Государственном историческом музее посещал кружок по археологии, который в то время вели В. Д. Блаватский, А. П. Смирнов и Б. А. Рыбаков.
В 1936 г. впервые принял участие в археологической экспедиции. В 1940 г. после окончания средней школы № 59, что в Староконюшенном переулке на Арбате, был призван в армию, где служил в 1-м мотомеханизированном корпусе Ленинградского военного округа в г. Пскове.
С июня по ноябрь 1941 г. Н. Я. Мерперт принимал активное участие в Великой Отечественной войне, сражался на Северо-Западном фронте в качестве солдата, помощника командира взвода 5-го мотоциклетного, 125 танкового и отдельного танкового полка. На фронте был четырежды ранен, после лечился в госпитале. В марте 1942 г. был комиссован по инвалидности после чего вернулся в Москву и поступил на исторический факультет Московского государственного университета. Награждён медалями и орденом Отечественной войны 2-й степени.

### Студенческие годы
В 1942 г. Н. Я. Мерперт поступил на исторический факультет Московского государственного университета, где на кафедре археологии преподавали А. В. Арциховский, В. Д. Блаватский, В. А. Городцов, Б. Н. Граков, С. В. Киселёв и др. В студенческие годы в поле его научных интересов была античная археология. Тогда же он опубликовал свой первый научный труд «К вопросу о происхождении гладиуса», который выходит в виде отдельной брошюры. В 1945 году, с июня по октябрь, работал стажёром в Керченском музее. Его дипломная работа «Древнегреческая кровельная черепица в городах Северного Причерноморья» также касалась вопросов античной тематики и была им позже опубликована в полном виде.
В 1942—1943 гг. Н. Я. Мерперт участвовал в раскопках славянских курганов в Подмосковье, а в 1944 г. — скифских памятников в Никополе, Днепропетровской области. В декабре 1945 г. Н. Я. Мерперт с отличием окончил Московский государственный университет.

### Научная и педагогическая деятельность
После окончания университета Н. Я. Мерперт поступил в аспирантуру Института истории материальной культуры АН СССР, где написал кандидатскую диссертацию по Салтовскому могильнику, который и дал название Салтово-маяцкой археологической культуре эпохи раннего средневековья Восточной Европы. В 1949 г. после окончания аспирантуры его приняли на работу в Институт истории материальной культуры АН СССР (ныне Институт археологии РАН), где прошёл все ступени научной карьеры, от младшего до главного научного сотрудника, был учёным секретарем и долгое время возглавлял Отдел неолита и бронзового века.
В 1950 г. Н. Я. Мерперт блестяще защитил кандидатскую диссертацию на тему «Верхнее Салтово (салтовская культура)». В 1948—1949 гг. он принимал активное участие в археологических исследованиях Каракорума на территории Монголии. По результатам раскопок в 1965 г. вышла коллективная монография «Древнемонгольские города», одним из авторов которой был Н. Я. Мерперт, также был опубликован целый ряд статей по археологии Центральной Азии в эпоху средневековья.
В 1950 г. была организована Куйбышевская экспедиция Института истории материальной культуры во главе с А. П. Смирновым. Н. Я. Мерперт был назначен заместителем начальника и руководителем второго отряда этой экспедиции. В зоне будущего Куйбышевского водохранилища, на территории Самарской, Волгоградской и Ульяновской областей и Татарстана, в ходе охранных раскопок под его руководством были исследованы сотни подкурганных погребений, а также ряд поселений эпохи бронзы, которые относились преимущественно к памятникам срубной культурно-исторической общности.
Изучение культур энеолита и эпохи бронзы евразийских степей постепенно стало одним из основных направлений в исследовательской деятельности молодого учёного. Круг его научных интересов расширился в хронологическом и территориальном плане, он опубликовал целый ряд статей и обобщающее монографическое исследование, проявлял активное участие в научных дискуссиях. В 1956, 1959 и в 1960 гг. Н. Я. Мерперт проводил раскопки на территории Чечено-Ингушетии, где под его руководством группой равнинного отряда Северо-Кавказской археологической экспедиции были исследованы курганы III—II тыс. до н. э. у ст. Мекенская северокавказской культуры и поселения эпохи ранней бронзы и кобанской культуры в с. Сержень-Юрт. На Серженьюртовском I поселении был выявлен слой ранней бронзы с материалами, соотносимыми как с майкопской культурой, так и куро-аракской, что было впервые зафиксировано на территории Чечни. Материалы были опубликованы в изданиях Института истории материальной культуры.
В 1961—1963 гг. Н. Я. Мерперт принял участие в первой советской археологической экспедиции в Египте. В Нубии, в зоне строительства Асуанского гидроузла, экспедиция исследовала целый ряд памятников III—II тыс. до н. э. В 1963 г. экспедиция также предприняла археологические разведки на территории северо-западного Судана. Материалы исследований были опубликованы в 1964 г. в отдельном монографическом исследовании «Древняя Нубия». Позднее Н. Я. Мерперт исследовал археологические памятники в Болгарии, где под его соруководством действовала в течение 30 лет совместная советско-болгарская экспедиция, которая за эти годы исследовала широкий круг памятников эпохи энеолита и раннего бронзового века.
С 1969 года он совмещал свои полевые работы на Северном Кавказе и Балканах с исследованиями советской экспедиции в Месопотамии, во время которой была зафиксирована группа теллей Ярымтепе, расположенная в 80 км к западу от Мосула, близ города Телафар. Параллельно он продолжал свои исследования проблем эпохи энеолита и бронзового века степной полосы Восточной Европы. В 1968 году Н. Я. Мерперт успешно защитил докторскую диссертацию на тему «Древнейшая история населения степной полосы Восточной Европы (III — начало II тыс. до н. э.)», в которой он особое внимание уделил погребальным памятникам ямной культурно-исторической общности эпохи ранней бронзы. Позднее по материалам кандидатской диссертации им была написана монография, которая до сих пор не утратила своей актуальности.
С середины 1980-х годов Н. Я. Мерперт уделял основное внимание исследованию памятников Болгарии и Месопотамии. В 1969—1980 годах он принимал участие в исследовании группы древних теллей Ярымтепе I, Ярымтепе II и Ярымтепе III, которые представляют хассунскую, халафскую и убейдскую культуры. Параллельно экспедиция проводила археологические разведки на севере Ирака в долине и предгорьях Синджара, где были впервые открыты и исследованы памятники докерамического неолита — Тель-Магзалия, поселения Телль-Сотто и Куллитепе, которые датируются VII тыс. до н. э. и относятся к предхассунскому периоду. В начале 1980-х годов в силу начавшейся Ирано-иракской войны Месопотамская экспедиция института археологии АН СССР прервала свои исследования в северном Ираке и перенесла их в район Хабурской степи, которая является частью северомесопотамской равнины Джезире. С 1988 года работы экспедиции велись на территории Телль Хазна I в 25 км от города Хасаке в северо-восточной Сирии.
Похоронен в Москве на Троекуровском кладбище.

## Научный вклад
Н. Я. Мерперт является автором более 350 научных трудов, 10 из которых — монографические исследования. Его первые работы касались отдельных проблем античной археологии. Позднее он плодотворно занимался изучением археологии раннего и высокого средневековья, что отразилось в серии работ, посвящённых проблемам салтово-маяцкой культуры, а также вопросам археологии раннего средневековья степной полосы Евразии. В круг научных интересов и разработок Н. Я. Мерперта входят вопросы археологии степной полосы Евразии в эпоху бронзы и раннего средневековья, первобытная археология Балкан и Ближнего Востока, происхождение и формы производящей археологии, процессы становления государственности на Ближнем Востоке, библейская археология и многое другое.
За выдающиеся достижения в изучении археологии Болгарии и подготовке научных кадров Н. Я. Мерперт был награждён орденом «Кирилл и Мефодий» I степени и Большой медалью святого Климента Охридского, а за вклад в изучение памятников древней Месопотамии совместно с Н. О. Бадером и Р. М. Мунчаевым в 1999 году был удостоен Государственной премии Российской Федерации в области науки и техники.
Свою педагогическую деятельность Н. Я. Мерперт начал в 1966 г. на кафедре археологии исторического факультета Московского государственного университета, где читал курсы по археологии бронзового века в течение пяти лет. Н. Я. Мерпертом создана целая школа в российской археологии по подготовке квалифицированных кадров. Под его руководством защитилось около 40 кандидатов и докторов наук, за что он в 1996 году был удостоен почётного звания «Заслуженный деятель науки Российской Федерации».

### Основные работы
Книги
- Древняя Нубия. — М.; Л.: Наука, 1964. — 261 с. (соавт. Б. Б. Пиотровский, О. Г. Большаков)
- Древнемонгольские города. — М.: Наука, 1965. — 371 с. (соавт. С. В. Киселёв, Л. А. Евтюхова, Л. Р. Кызласов, В. П. Левашова)
- Древнейшие скотоводы Волжско-Уральского междуречья. М.: Наука, 1974. — 152 с.
- Езеро. Раннобронзовото селище при с. Езеро. — София.: Българска академия на науките, 1979. — 547 с. (соавт. Г. И. Георгиев, Д. Г. Димитров, Р. Б. Катинчаров, Е. Н. Черных)
- Раннеземледельческие поселения Северной Месопотамии: исследования советской экспедиции в Ираке. — М.: Наука, 1981. — 320 с. (соавт. Р. М. Мунчаев)
- The Archaic Phase of the Hassuna culture и др. статьи в сб.: Early Stages in the Evolution of Mesopotamian Civilization: Soviet Excavations in Northern Iraq. University of Arizona Press, 1993.
- Очерки археологии библейских стран. — М.: ББИ, 2000. — 341 с.
- Телль Хазна l: культово-административный центр IV—III тыс. до н. э. в Северо-восточной Сирии. М., 2004 (совм. с Р. М. Мунчаевым, Ш. Н. Амировым);
- Телль Юнаците. Эпоха бронзы. М., 2007. Т. 2. Ч. 1 (в соавт.);
- Беляев Л. А., Мерперт Н. Я. От библейских древностей к христианским. Очерки археологии эпохи формирования иудаизма и христианства. М.: Институт св. ап. Фомы, 2007. 392 с.
- Из прошлого: далёкого и близкого. Мемуары археолога. М., 2011.— 384 с.

Статьи
- Некоторые итоги полевых археологических исследований в 1949 г. // Вестник древней истории. — 1950. — № 2 (32). — С. 220—226.
- Ямная культура / Мерперт Н. Я. // Экслибрис — Яя. — М. : Советская энциклопедия, 1978. — (Большая советская энциклопедия : [в 30 т.] / гл. ред.  А. М. Прохоров ; 1969—1978, т. 30).
- Энеолит Палестины // Мир Библии. — М., 1998. — № 5. — С. 94-101.
- Феномен Иерихона: Древнейшие земледельцы Палестины // Мир Библии. — М., 1999. — № 6. — С. 103—111.